# Oldenburgia grandis
Oldenburgia grandis DC es un pequeño árbol nudoso en la familia Asteraceae que se encuentra en las montañas alrededor de Grahamstown en Sudáfrica. Crece a una altura de aproximadamente 5 m en afloramientos de granito. Tiene la corteza corchosa y grandes hojas arracimadas en los extremos de las ramas. Las hojas son verde oscuras y coriáceas, similares a aquellas del loquat con una densa cobertura de vello lanoso el cual se pierde con la edad pero que persiste en el envés. Las flores son púrpuras y están en grandes cabezas de aproximadamente 12 cm in de diámetro. Las cabezas florales son solitarias y terminales.
Está amenazada por la destrucción de hábitat. 

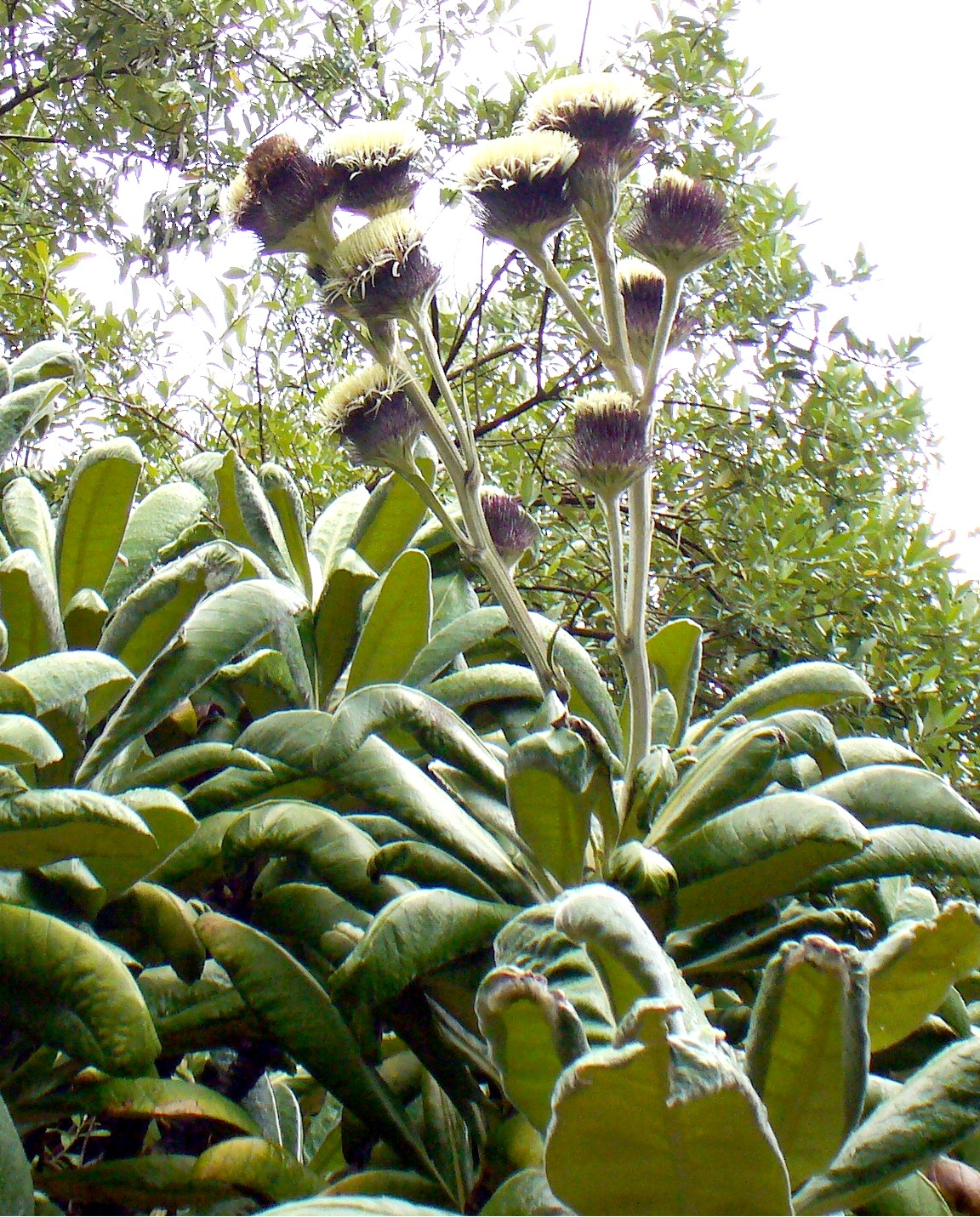